# Ju-Te-Computer
Der Ju-Te-Computer (alias: Tiny, JU+TE-Computer, „Comp JU+TE r“) ist ein Heimcomputer-Bausatz, der in diversen Ausbaustufen in der DDR-Zeitschrift Jugend+Technik ab Juli 1987 von Helmut Hoyer vorgestellt wurde. Die Rechnerarchitektur basiert auf dem 8-Bit-Einchipmikrorechner UB8830M mit integriertem Tiny-MP-Basic.
Die Tastatur wurde aus acht Tastenpulten mit je sechs Tastern zusammengesetzt. Diese dienten eigentlich zur Weichensteuerung im DDR-Modellbahnbereich. Das Pult wird heute noch nahezu unverändert von Berliner TT-Bahnen, jetzt Tillig Modellbahnen, vertrieben.
Für den Ju-Te-Computer gibt es mit JTCEMU einen Emulator.